# Nephrotoma nigricauda
Nephrotoma nigricauda är en tvåvingeart som beskrevs av Alexander 1925. Nephrotoma nigricauda ingår i släktet Nephrotoma och familjen storharkrankar. Inga underarter finns listade i Catalogue of Life.